# 端木露西

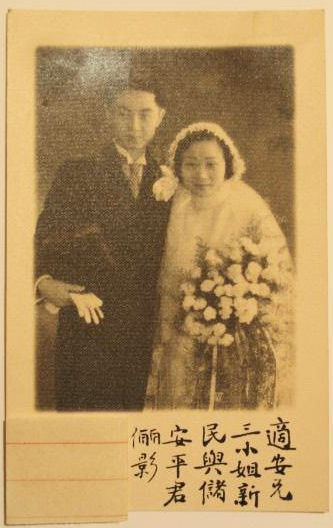
端木露西与储安平结婚照

端木露西（1912年—1998年），原名端木新民，笔名有端木露西、露西、路茜等，江苏苏州人，中華人民共和國女作家。

## 生平

### 早年生涯
端木露西生于苏州一端木姓大户人家。早年先后在苏州振华女中、惠灵女中学习。其父端木適安任天津电报局局长後随家人赴天津，入天津中西女中、南开大学预科，未及毕业，又随父母赴上海，1930年考入光华大学文學院。在光华，端木露西是比储安平低两级的同学，在校內她是風流人物也因此和儲安平相識，但她並沒有在光華畢業，1931年她就回到了蘇州。1934年，端木露西与储安平结婚。夫妻二人共育有四个孩子。
储安平大学毕业后，任《中央日报》编辑。1935年4月24日，《中央日报》副刊《妇女周报》创刊，端木露西（笔名路茜）任主编。其间居于南京。《妇女周报》共出刊94期。1936年底，端木露西随储安平赴英国留学，乃辞去主编一职。1937年2月3日，《妇女周刊》改为《妇女与家庭》，由张允和担任主编。在英国留学期间，端木露西学习教育学，储安平比端木露西早一年到英国。
1938年，储安平和端木露西因抗日战争爆发，学业未完成即双双归国到重庆。储安平任《中央日报》国际版主笔，端木露西同在《中央日报》任职。《中央日报》社社长程中行追求端木露西，最终得手。储安平得知后，向江苏同乡、中国国民党元老吴稚晖告状。吴稚晖将此事转告蒋介石，蒋介石乃痛斥程中行，程中行请辞《中央日报》社长，于1940年秋下台。监察院院长于右任惜才，认为“风流无罪”，乃将程中行安排至监察院当秘书长。

### “妇女回家”争论
端木露西经历这段感情后，写下《蔚蓝中的一点黯澹》一文，刊登于1940年7月6日重庆版《大公报》，在社会上风传一时，引发了又一次“妇女回家”大争论。文章开头说：“这一年来，我心中常常蕴藏着一个问题，总想将它写下来，以供社会上许多热心或关心妇女运动者讨论……最近，读到沈从文先生的《烛虚》，不禁又鼓起自己那种潜伏着的意识，所以毅然将这个心愿了之。”
此前第一次“妇女回家”争论是1930年代初林语堂提出“我国女子最好的归宿还是婚嫁”“在政治上最出头的女性，最是坏蛋，但她们不足以代表新女性”，当时引发妇女界和进步人士的坚决抵制。
这次端木露西在《蔚蓝中的一点黯澹》里称，许多接受了教育的女性最终成了贪求物质享受的“寄生虫”、“摩登女郎”，使“致力于妇运的人感到一种痛心”。文章对五四运动带来的妇女解放模式进行了反思，认为这并没有真正解放妇女，妇女运动过于注重形式，“形式的结果，可以力争几位议员席。或者解放了青年女子的私人的纵欲”，但“疏忽了妇女跑进社会以后更重要更基本的做人的态度和知识”。文章提出“一个女子为了她自身的幸福”，“似乎也有权利要求享受一个幸福的家庭”，“在小我的家庭中，安于治理一个家庭”。文章认为“新妇女运动”应当是“我们应有严肃的人生态度，勇于负责的服务精神，将教育与生命永远联系在一起，从智慧中获取更美丽更勇敢的人生观；明了追求人生，创造人生，而不作‘生’之魔鬼的奴隶。”
当时，中国共产党十分重视这次论争，认为这关系到抗日民族解放战争中妇女运动的路线方针问题。端木的文章发表一个多月后的1940年8月12日，中共中央南方局妇委负责人邓颖超在《新华日报》副刊《妇女之路》上发表《关于〈蔚蓝中的一点黯澹〉的批评》，将端木的观点概括为新“贤妻良母主义”，认为“小家庭主义正是个人自私主义和享乐主义最好的反映”，号召“中国家庭妇女做抗日的先锋模范——做国家的良母，民族的贤妻，其目的是推动抗战的动员，加强抗战的力量，是求得达到妇女解放基本利益的一个步骤。”由此进一步引爆了这场争论，其时间之长、范围之广、以及在社会上所长产生的影响，都是远远超出林语堂的第一场争论。1941年4月，国民党中央组织部所制定的妇女运动方针，就包含有多生孩子、少参加政治活动的内容，为新“妇女回家”论所作出的一种回应与支持。1942年9月25日，中共南方局书记周恩来针对新“贤妻良母”论，在《新华日报》上发表文章《论‘贤妻良母’与母职》一文，说贤妻良母本来同贤夫良父一样是天经地义的真理，但贤妻良母成为固定的连在一起的名词，就专限于男权社会用强调夫权、以束缚妇女的桎梏；文中提出为了为了人类的绵延，尤其目前为了强健我们中华民族的后代子孙，应当尊重母权，提倡母权，以此新观念代替“贤妻良母”的旧观念。为两年来多的论战进行了一个总结。

### 创作、离婚与再婚
1940年11月，储安平获聘为国立师范学院教授，端木露西与储安平一同来到湖南省安化县，端木露西在国立蓝田师范学院附中教书。在此，二人开办一家出版社，名为“袖珍书店”。1943年5月，储安平主编《袖珍综合文库》丛书出版，其中收有端木露西的《海外小笺》。这是一本散文集，收有端木露西致储安平的十余封信。
1944年9月，端木露西的《露西散文集》在湖南省安化县蓝田镇编就，1945年由商务印书馆在重庆出版，书内共收散文十三篇。
约在1944年至1945年间，端木露西与储安平离婚，四个孩子由储安平抚养。端木露西与储安平离婚后，以后一直用“端木新民”这一名字。1945年，端木露西任教于重庆扶轮中学。1946年，端木露西回到上海，任教于上海市立敬业中学，此后长期在上海从事中学教育。端木露西作为教师深受学生爱戴。后来，她和上海水产学院教地理课的孙西岩结婚，住在陕西南路陕南村。
1964年，端木露西因病提前退休。文化大革命中，1960年代后期，她因直言不讳而屡遭打击。晚年，丈夫孙西岩逝世后，端木露西独自居住在陕南村寓所至1998年病逝。